# ARCT-154
ARCT-154（ベトナムではVBC-COV19-154としても知られる）は、米国のArcturus Therapeutics社の基盤技術をベースに創製されたCOVID-19ワクチンの開発コード名である。自己増幅型RNA（saRNA）技術を用いた「レプリコンワクチン」とも呼ばれる次世代mRNAワクチンの1つである。販売名は『コスタイベ（KOSTAIVE）』（一般名：コロナウイルスRNAワクチン）である。
Arcturusは、ベトナムのVinbiocare社と協力し、臨床試験と製造を支援した。日本では、Meiji Seika ファルマを製造販売業者として、2023年11月に従来株のCOVID-19に対するこのワクチンが承認された。2024年9月にオミクロン株JN.1系統対応ワクチンが承認され、10月からの定期接種の1つに採用された。2025年2月、欧州で承認され、全EU加盟国で販売が許可された。

## 特徴
自己増幅型RNA（self-amplifying RNA、saRNA）技術を用いたmRNAワクチンの1つである。saRNAワクチンは、少量の接種でも体内でmRNAが自己増幅するため、少ない量のmRNAで十分な抗体を持続的に生成できる特徴を持つ。これにより、従来のmRNAワクチンに比べて接種量を大幅に減らし、製造期間の短縮や副反応の軽減が期待されている。saRNAは従来のmRNAよりは長持ちするが、従来のmRNAと同様に体内ですぐに分解される。
元来、修飾されていないRNAは手に付着しただけで分解するほど不安定であるため、十分な抗原タンパク質を発現するための安定化手段として、レプリカーゼがコードされている。
翻訳されたレプリカーゼが自身をコードするmRNAを複製することで増幅され分解速度を遅らせ、同時に目的物質であるSARS-CoV-2由来の配列も複製し、抗原タンパク質を体内で十分に翻訳させることができる。
用いられているのはベネズエラウマ脳炎ウイルス（VEEV）由来のレプリカーゼタンパク質（nsP1、nsP2、nsP3 ）であるが、SARS-CoV-2も含めウイルス自身が作られることはない。
レプリカーゼとSARS-CoV-2配列は同一の複製起点から複製されるレプリコンであるため、「レプリコンワクチン」と称される。
初回投与は2回接種が必要で、2回目は1回目から28日後に接種する。

## 歴史、語源
自己増幅型RNA技術を用いたワクチンは、2014-2015年頃からノバルティスファーマなどが重点的に開発を進めていた。2019年にCOVID-19のパンデミックが発生したことで、COVID-19を標的とした開発が加速し、実用化に至った。
「コスタイベ」は、米国のArcturus Therapeuticsが開発し、Meiji Seika ファルマが製品化したものである。国外におけるコスタイベの権利は、オーストラリアCSL社の子会社であるCSL Seqirus社が保有している。
「KOSTAIVE（コスタイベ）」の名称は、CSL社が「COVIDを押さえ込む」という意味の「Stave off COVID」に由来して命名した。

## 製造

### ベトナム
2021年8月、Arcturusは、ベトナムでARCT-154ワクチンの臨床試験を実施し、ハノイのホアラックハイテクパークに製造施設となる工場を設立するために、ビングループの傘下企業であるVinbiocareと提携した。この工場には2億ドルの投資が必要とされ、年間2億回分のワクチンを製造できる能力を持つ。ビングループは2022年初頭にワクチンの最初のバッチを生産する予定である。Arcturusは、Vinbiocareにワクチン製造のための「独自の技術とプロセス」へのアクセスを提供し、ベトナムでの販売と使用のみを目的とした独占的製造ライセンスも供与する。これには、ARCT-021などのArcturusの他のすべてのCOVID-19ワクチンと、ベトナムでの将来の疾病予防のための他のワクチンが含まれる。Vinbiocareは、前払いで4000万ドルを支払い、技術移転費用を負担し、「Arcturusから供給されるmRNA原薬と、施設で生産されたワクチンに対するロイヤリティ」を支払う。

## 臨床試験、承認
非臨床研究では、SARS-CoV-2アルファ変異体、ベータ変異体、デルタ変異体、ガンマ変異体を含むCOVID-19変異株に対する中和抗体を非ヒト霊長類で誘発することが示された。
複数の臨床試験で従来のmRNAワクチンと同様の有効性と安全性が示され、2023年11月に日本で従来株COVID-19対応の製品が承認された。saRNAタイプのワクチンが通常承認されるのは世界初である。インドでは2022年にCOVID-19に対する別のsaRNAワクチン「GEMCOVAC-19」が緊急使用認可を受けており、3000人以上を対象とした臨床試験で有効性と安全性が実証された。

### シンガポール
2021年8月3日、Arcturus Therapeutics社は、シンガポールでARCT-154とARCT-165ワクチンに関する臨床試験の承認を受けたことを確認した。第1相/第2相臨床試験では、これらのワクチンを初回接種シリーズとして、またファイザー社COVID-19ワクチンの初回接種後のブースターとして評価する。この研究は、シンガポール政府の助成金により一部資金提供された。

### ベトナム
Arcturus Therapeutics社は、ベトナムで第1相から第3相の臨床試験を行った。この臨床試験は、ビングループの子会社であるVinbiocareが全面的に後援し、資金提供した。
2021年8月2日、Vinbiocare社はベトナムでCOVID-19ワクチン候補の臨床試験を開始するための規制当局の承認を受けた。同社は保健省と連携し、3段階に分けて21,000人の成人を対象にVBC-COV19-154ワクチンの第1相から第3相の臨床試験を実施する。臨床試験の第1段階では、100人のボランティアを募集し、ワクチンの安全性、忍容性、免疫原性の初期評価を行う。臨床試験の第2段階では、複数の省の指定医療施設で300人のボランティアを登録し、第3段階では、第3a段階（600人のボランティア）と第3b段階（2万人のボランティア）を含め、2万600人のボランティアが参加する予定である。プラセボ投与を受けた被験者は6か月後に活性ワクチンを投与され、すべての被験者は1年間にわたって追跡調査される。
2021年12月には、ベトナムでの緊急認可を申請するための手続きを完了し、保健省に緊急使用許可申請した。
2024年5月20日、Arcturus Therapeutics社は、ベトナムにおける第1相から第3相の臨床試験を終了した。第3b相試験は、1万6000人以上を対象にした大規模な臨床試験が実施された。この試験では、ワクチンの有効性と安全性が確認された。
初回免疫で緊急承認を申請していたが、緊急承認の枠組みの期限が切れ、2024年10月時点で、追加免疫で承認申請をしている。

#### 第1相
臨床試験の第1相は、2021年8月15 - 16日にハノイ医科大学で開始された。第1相は、3:1の比率で無作為に割り当てられた100人の健康なボランティアを対象に実施された。つまり、75%がARCT-154ワクチンを、25%がプラセボを接種した。第1相試験の主な目的は、ワクチンの安全性と免疫原性を評価することだった。ボランティアは、28日間隔でARCT-154ワクチンまたはプラセボを2回接種した。研究チームは、1回目の接種（1日目）から2回目の接種から7日後（36日目）までのボランティアのデータを評価した。ARCT-154ワクチンの安全性に関する第1相の報告書は、2021年9月20日に倫理委員会によって承認された。予備的な結果によると、ARCT-154ワクチンは健康なボランティアに対して安全であることが示された。

#### 第2相および第3相
ワクチンの第2相および第3相試験は、バクニン、ハノイ、ロンアンで同時に実施され、合計1000人のボランティアが参加した。北部地域での試験はハノイ医科大学が、南部のホーチミン市ではパスツール研究所が実施した。バクニンでは9月20日から23日にかけて、研究チームがボランティアの募集を開始し、18歳から65歳までの338名を選び、9月27日から29日にかけて初回投与を行った。ロンアンとハノイでは、保健省もボランティアへの初回投与を実施した。第3a相試験は11月24日に終了し、研究チームは12月30日に試験結果を保健省に報告した。第3b相試験は1万6000人を対象に行われ、有効性と安全性が確認された。治験の参加者の24
％は基礎疾患保持者で、高齢者は17%だった。
有害事象
重篤な有害事象の発生率は、1日目から92日間でワクチン群は1.5％、プラセボ群は2.5％、92日から210日までの発生率は両群とも1.2%だった。死亡は、プラセボ群は16人、ワクチン接種群は5人だった。いずれの死亡例についても、治験薬（ワクチン及びプラセボ）接種との因果関係は否定された。期間中に、COVID-19感染に関連して死亡したのは、プラセボ群は9人、ワクチン接種群は1人だった。

### 日本
2022年11月、Meiji Seika ファルマが国内で第3相試験を開始した。この非劣性試験（先行薬と同様の有効性と安全性があるかを確かめる試験）は、4回目のブースターとして、828人の参加者をARCT-154またはファイザー社ビオンテックCOVID-19ワクチンに無作為に割り付けた。2023年12月に結果が公表され、有効性については従来のファイザー社ワクチンよりも少ない量（1/6）で、同等以上の免疫反応の誘導効果が示された。有害事象については、ほとんどは軽度または中等度であり、発現割合はファイザー社ワクチンと同程度だった。
2023年11月28日、CSL Seqirus社（Arcturus Therapeutic社の独占的グローバルパートナー）とMeiji Seika ファルマは、ARCT-154ワクチン「コスタイベ筋注用」を薬事申請し、承認された。このタイプのワクチンが通常承認されるのは世界初である。今回の承認は、ベトナムや日本で実施された試験を含め、ARCT-154を用いた複数の試験で有望な臨床データが得られたことに基づいている。今回承認されたのは従来株対応ワクチンであり、現在のCOVID-19の流行株とは異なるため供給されない。2024年5月、Meiji Seika ファルマはオミクロン株JN.1系統に対応したワクチンの薬事承認を申請し、同年9月に承認された。2024年10月から始まった定期接種では、JN.1系統対応ワクチンとして、対象ワクチン5種のうちの1つに採用された。しかし、コスタイベは他のワクチンと異なり冷凍保存が必要となる上、他の4種が1バイアルあたり1～2人分の接種量であるのに対し、1バイアルあたり16回接種分と利便性に課題がある。Meiji Seikaファルマは、2024年度は上市を主目的とし、本格的な展開は2025年度からと見込んでいる。
2024年10月に発表された第3相臨床試験の12ヶ月フォローアップ解析において、ブースター接種としてARCT-154を投与した場合、日本人成人において、接種後12カ月時点の中和抗体価が、既存のmRNAワクチン（ファイザー社製）と比較して有意に高いことが確認された。
2025年2月28日、Meiji Seika ファルマは、2人用バイアル製剤の承認を申請した。

### 欧州
2025年2月12日、EU全域で有効な販売承認をCSLが取得した。この承認により、EU加盟国および欧州経済地域（EEA）の計30カ国で販売が可能となる。承認の根拠となった試験はベトナムで実施され、主にアジア人を対象としたが、追加試験では主に白人が対象となった。 安全性に関しては、副作用のほとんどは軽度であり、従来のmRNAワクチンと同程度だった。

### 米国
米国でも臨床試験が実施されている。CSLは米食品医薬品局（FDA）と承認申請に向けた交渉を行っている。

## 日本での誤情報拡散と騒動
ARCT-154は、その新しい自己増幅型RNA技術のため、承認当初から日本国内で大きな注目を集めたが、同時に様々な誤情報も広まった。主な誤情報としては、「シェディング」と呼ばれるワクチン接種者からの成分伝播、mRNAが体内で永久に複製されるという主張、ワクチンの成分がヒトDNAに組み込まれるという根拠のない懸念、そして日本国外では承認されていないことに対する不信感などが挙げられた。これらの情報は、SNSを中心に急速に拡散し、日本看護倫理学会からの偏った声明もこれを助長した。その結果、接種者入店拒否、医療機関への嫌がらせなどの社会的混乱が生じたことから、Meiji Seikaファルマが非科学的な主張を繰り返す団体や個人に法的措置を検討する事態となった。